# سیاهک پنهان ذرت خوشه‌ای
سیاهک پنهان ذرت خوشه‌ای (نام علمی: Sporisorium sorghi) نام یک گونه از راسته سیاهک‌قارچ‌سانان است.